# Fragile Balance (Stargate SG-1)
Fragile Balance (Equilibrio Frágil) es el tercer episodio de la séptima temporada de la serie de televisión de ciencia ficción Stargate SG-1, y el episodio Nº 135 de toda la serie.

## Trama
El General Hammond se encuentra con la Mayor Carter para informarle que detuvieron a alguien que intento entrar a la base la tarjeta de identificación Coronel O'Neill. Pronto descubren que el intruso resulta ser un muchacho de 15 años, pero que afirma ser Jack O'Neill.
Aunque al principio nadie le cree, el muchacho rápidamente menciona algunas cosas que le han sucedido a Carter, Daniel y Teal'c, lo que al menos hace que el equipo considere la posibilidad de que este diciendo la verdad.
Después de hacer una prueba de ADN, la Dra. Fraiser confirma que, a excepción de una pequeña anormalidad que no logra descubrir que es, el muchacho es Jack O'Neill. 
Tras estar convencidos de su identidad, Carter y Teal'c intenta animar al Coronel para que disfrute su "nueva juventud", por lo menos hasta encontrar una solución.
Más adelante, SG-1 va a casa de O'Neill a intentar averiguar porque rejuveneció, y entonces el joven Jack dice tener unas breve visión, en la que ve un ser alienígena y unas luces flotantes, lo que lo lleva a pensar en que quizás lo secuestraron los Asgard.
De vuelta en CSG, Jackson y Teal'c investigan sobre casos de abducción similares a lo visto por O'Neill, y descubren 8 casos solo en EE. UU., durante los últimos 19 años. Los dos entonces viajan a hablar con todos los supuestos "abducidos", confirmando que su experiencia fue exactamente igual a la de O'Neill, salvo por el hecho de que ninguno reportó cambios fisiológicos alguno.
Más adelante, Carter informa que no han recibido respuesta de los Asgard aún, sin embargo, Fraiser dice que será mejor contactarlos cuanto antes, ya que ha determinado que O'Neill está muriendo, si bien todavía no presenta los síntomas. 
Debido a esto, deciden contactar a los Tok'ra, quienes envían pronto a Jacob/Selmak. Él le ofrece a Jack colocarlo en éxtasis hasta encontrar una cura, y O'Neill pide tomarse unos minutos para pensarlo. Sin embargo, durante ese tiempo, él lo aprovecha para escaparse del SGC. 
Mientras lo buscan, Fraiser y Selmak descubren que la pequeña anormalidad que apareció en la prueba de ADN del Coronel previamente, indica que este O'Neill es en realidad un clon, y Daniel cree saber porque. Él supone que el Asgard responsable, clona a los secuestrados para no despertar sospechas y una vez examinados, los devuelve. En ese caso, el verdadero O'Neill pronto será regresado, pero puesto que quieren atrapar al Asgard culpable, primero deben encontrar al "Duplicado O'Neill", lo cual logran cuando un militar viejo amigo de O'Neill, informa a Hammond que se encontró con un joven que dijo ser sobrino de Jack y le pidió cerveza. Una vez que SG1 encuentra al Duplicado, le revelan que es un clon, y le cuentan sobre el plan, a lo que él conviene. 
El intercambio ocurre esa noche, y mientras el verdadero Jack es dejado en su cama, el clon es teletransportado dentro de la nave, donde aturde al Asgard con una Zat. El duplicado luego logra transportar a bordo a todo el SG-1, donde descubren que el Asgard capturado, se llama Loki y fue un científico miembro del Alto Consejo, expulsado por realizar experimentos ilegales con seres humanos, en un intento por arreglar la degeneración celular que afecta a los Asgard producto de su clonación excesiva. Él además dice que como no era necesario que los clones vivieran por más tiempo, los creó con defectos en su ADN 
Carter entonces llama a Thor, quien pronto aparece e informa que Loki será que castigado por sus crímenes. No obstante, O'Neill también le pide que arregle los defectos genéticos de clon, que, de hecho, éste ya empieza a sentir, y Thor acepta.
Al final, el Duplicado O'Neill decide volver a la secundaria, para intentar hacer todo lo que el verdadero Jack no pudo, mientras éste le desea buena suerte con ello.

## Artistas invitados
- Michael Welch como el Duplicado O'Neill .
- Carmen Argenziano como Jacob Carter/Selmak.
- Ed Hong-Louie como Zyang Wu.
- Peter DeLuise como Loki (voz).
- Michael Shanks como Thor (voz).
- Teryl Rothery como la Dra. Janet Fraiser.
- Gregory Bennett como Harlan Beck.
- Tom Heaton como Werner.
- Dan Payne como SF #2.[3]
- Joey Shea como la joven Pamela Ambrose.[3]
- Noah Beggs como Oficial de Fuerzas de Seguridad.[3]
- Poppi Reiner como Pamela.[3]
- Evan Lendrum como Piloto #1.[3]
- Chris Kramer como Piloto #2.[3]
- Ralph Alderman como el Propietario del local.[3]
- Theresa Lee como Intérprete.[3]